# Nova Škotska (poluotok)
Poluotok Nova Škotska je poluotok na atlantičkoj strani Sjeverne Amerike.
Povijesni naziv za ovaj poluotok je bio Akadijski poluotok, jer je ovaj teritorij bio središnji dio francuske kolonije Akadije. Nakon što su Britanci 1713. preuzeli vlast nad ovim područjem, poluotok je još dugo vremena nosio stari naziv.
Poluotok Nova Škotska upravno je dio kanadske pokrajine Nove Škotske. Ovaj poluotok je preko prevlake Chignecto kopneno spojen sa susjednom pokrajinom Novi Brunswick. Poluotok je okružen sljedećim vodenim površinama: Atlantski ocean na jugu i jugoistoku, zaljev Maine na zapadu, zaljev Fundy na sjeverozapadu, uključujući njegove vodene površine kao tjesnac Northumberland na sjeveru i tjesnac Canso na istoku.